# Cor Koppies
Cornelis Antonie (Cor) Koppies (Amsterdam, 11 mei 1936 – Nieuwkoop, 24 januari 1998) was een Nederlands exploitant van bioscopen.
Hij was zoon van Anthonia Maria Stompé en Philippus Jacobus Koppies. Hijzelf was getrouwd met Trudy. De laatste jaren woonde hij in Nieuwkoop.
Hij begon echt onderaan in de filmwereld met een cursus bij de Nederlandse Bioscoopbond. Hij begon als portier, groeide door naar operateur bij Filmtheater de Uitkijk en Leidseplein Theater onder de paraplu van Maatschappij voor Cinegrafie. Van dat laatste werd hij op 22-jarige leeftijd bedrijfsleider. Toen die maatschappij CinéTol aan de Tolstraat wilde afstoten was Koppies erbij om dat theater te gaan leiden; het is dan 1961. Het verschoof haar activiteiten al snel richting meer films. Nieuw was destijds dat Koppies een jaar vooruit ging agenderen, zodat hij bepaalde thema’s, stromingen zoals Nouvelle Vague of regisseurs zoals Ingmar Bergman naar voren kon halen. Die bioscoop werd een zodanig begrip dat het gebouw waarin het gevestigd was jarenlang die naam zou dragen. Dat gebeurde ook nog nadat de bioscoop in 1979 verdween. Ook het buurtcentrum en Kunst- en Cultuurhuis Cinetol dragen nog een naam die ernaar verwijst. Zelf had Coppies inmiddels zijn bioscoopcentrum in het Cinecenter, een nieuw filmhuis aan de Lijnbaansgracht, nabij het Leidseplein geopend. Het lag op een steenworp afstand van het Leidseplein Theater.
Naast het populaire werk voor filmhuizen bracht hij ook omstreden films naar het Amsterdamse doek. Zo liet hij bijvoorbeeld Africa Addio van Gualtiero Jacopetti zien.
Hij had inmiddels een eigen filmproductiehuis opgericht onder "Cosna Films" als ook de filmmaatschappij "Cupido", alwaar ook broer Ron Koppies werkte.
In 1991 werd hij getroffen door een herseninfarct; in 1994 legde hij zijn werkzaamheden neer. Hij wilde gaan fotograferen. In het laatste jaar werd hij geëerd met een Gouden Kalf; een speciale prijs uitgegeven door het bestuur.